# 윤성혜 (바둑 기사)
윤성혜(尹聖惠, 1973년 9월 29일 ~  )은 대한민국의 여류 아마바둑 기사이다.

## 약력
- 1997년 : 한국여성바둑연맹회장배 우승